# Ialomița (rivière)
Pour les articles homonymes, voir Ialomița.
La Ialomița est une rivière, affluent gauche du Danube dans le sud-est de la Roumanie. Elle a une longueur de 417 km.

## Géographie

### Situation
La rivière Ialomița prend sa source sur les flancs du mont Omu dans les monts Bucegi (Alpes de Transylvanie). Elle traverse la plaine du Bărăgan avant de se jeter dans le Danube aux environs de Giurgeni. Un de ses affluents principaux est la rivière Prahova.
Elle traverse les localités de Moroeni, Pietroșița, Fieni, Pucioasa, Doicești, Aninoasa, Târgoviște, Răzvad, Comișani, Băleni, Finta, Cojasca, Poienarii Burchii, Fierbinți-Târg, Dridu, Urziceni, Manasia, Alexeni, Ion Roată, Sfântu Gheorghe, Balaciu, Căzănești, Ciochina, Andrășești, Perieți, Slobozia, Cosâmbești, Bucu, Sudiți et Țăndărei.
Les villes les plus importantes le long de la Ialomița sont Urziceni, Târgoviște et Slobozia.

### Affluents
Les affluents de la Ialomița sont de la source à sa confluence :
- Affluents gauche: Valea Șugărilor, Cocora, Lăptici, Scândurari, Blana, Nucet, Oboarele, Scropoasa, Orzea, Brândușa, Gâlma, Ialomicioara, Rușeț, Bizdidel, Slănic de Răzvad, Slănic, Pâscov, Crivăț, Cricovul Dulce, Prahova, Sărata, Cotorca, Sărățuica, Fundata, Valea Lată Sărată ;

- Affluents droits : Valea Doamnelor, Valea Sucheniței, Horoaba, Coteanu, Valea Văcăriei, Tătaru, Gâlgoiu, Mircea, Bolboci, Lucăcilă, Zănoaga, Valea Cabanierului, Brătei, Izvorul Rătei, Raciu, Valea Doicii, Seciul cu Colți, Voivodeni, Țâța, Ialomicioara, Vulcana, Izvor, Racovița, Sticlărie, Snagov, Cociovaliștea, Comana.

### Lacs et barrages
- Lac Scropoasa.
- Lac de Snagov.

## Histoire
Le 2 septembre 1442, la bataille de la rivière Ialomiţa a eu pour résultat une victoire majeure de Jean Hunyadi, souverain de la principauté de Transylvanie et vassal du roi de Hongrie Vladislas Ier (ou Ladislas V Jagellon) sur les armées ottomanes.